# Antônio Parreiras

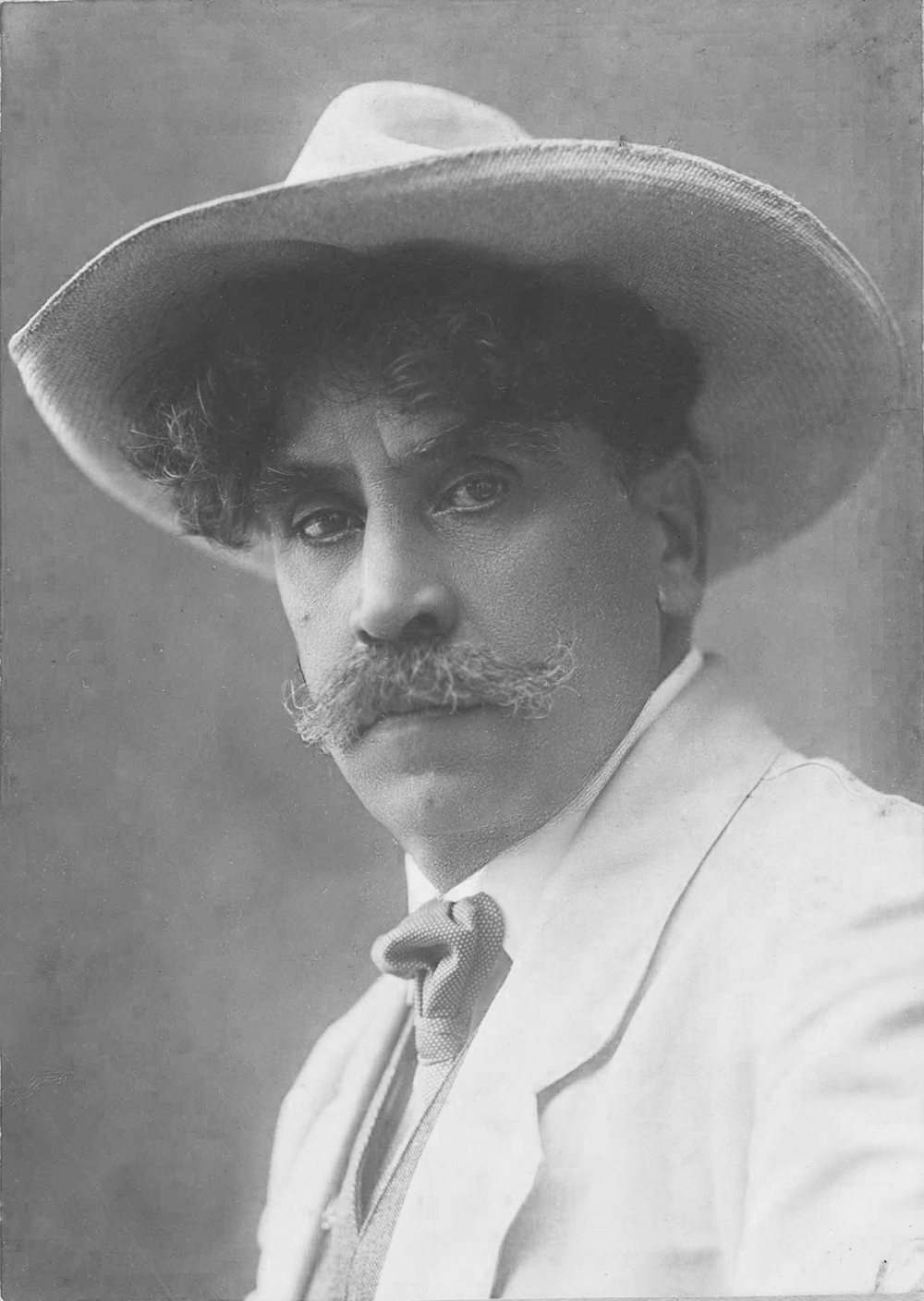
Antônio Parreiras

Antônio Diogo da Silva Parreiras (Niterói, 20 januari 1860 - aldaar, 17 oktober 1937) was een Braziliaans kunstschilder en illustrator. Hij werkte in een aan het impressionisme verwante stijl.

## Leven en werk
Parreiras studeerde van 1882 tot 1884 aan de Keizerlijke Kunstacademie te Rio de Janeiro en ging daarna enige tijd in de leer bij de Duitser Johann Georg Grimm. In 1888 reisde hij naar Europa en schreef zich in aan de Academie voor Schone Kunsten te Venetië. Na twee jaar, in 1890, keerde hij terug naar Rio de Janeiro waar hij docent werd aan de Nationale School voor Schone Kunsten. Daar gold hij als de eerste kunstleraar in Brazilië die zijn studenten 'en plein air' liet werken, in de bossen van Teresópolis.
Als kunstschilder kreeg Parreiras veel opdrachten voor historische en allegorische werken, onder andere voor regeringsgebouwen of ter herinnering aan staatsbezoeken. Daarnaast schilderde hij veel landschappen, havengezichten, vrouwportretten en naakten. Zijn stijl toont verwantschap met het impressionisme, met sterke wortels in de romantiek.
In de jaren 1920 gold Parreiras als de populairste kunstschilder van Brazilië. In 1927 publiceerde hij zijn autobiografie História de um Pintor contada por ele mesmo. Hij overleed in 1937, 77 jaar oud. In zijn voormalig atelier te Niterói is een geheel aan zijn werk gewijd museum gevestigd, genaamd 'Museu Antônio Parreiras'.

## Galerij

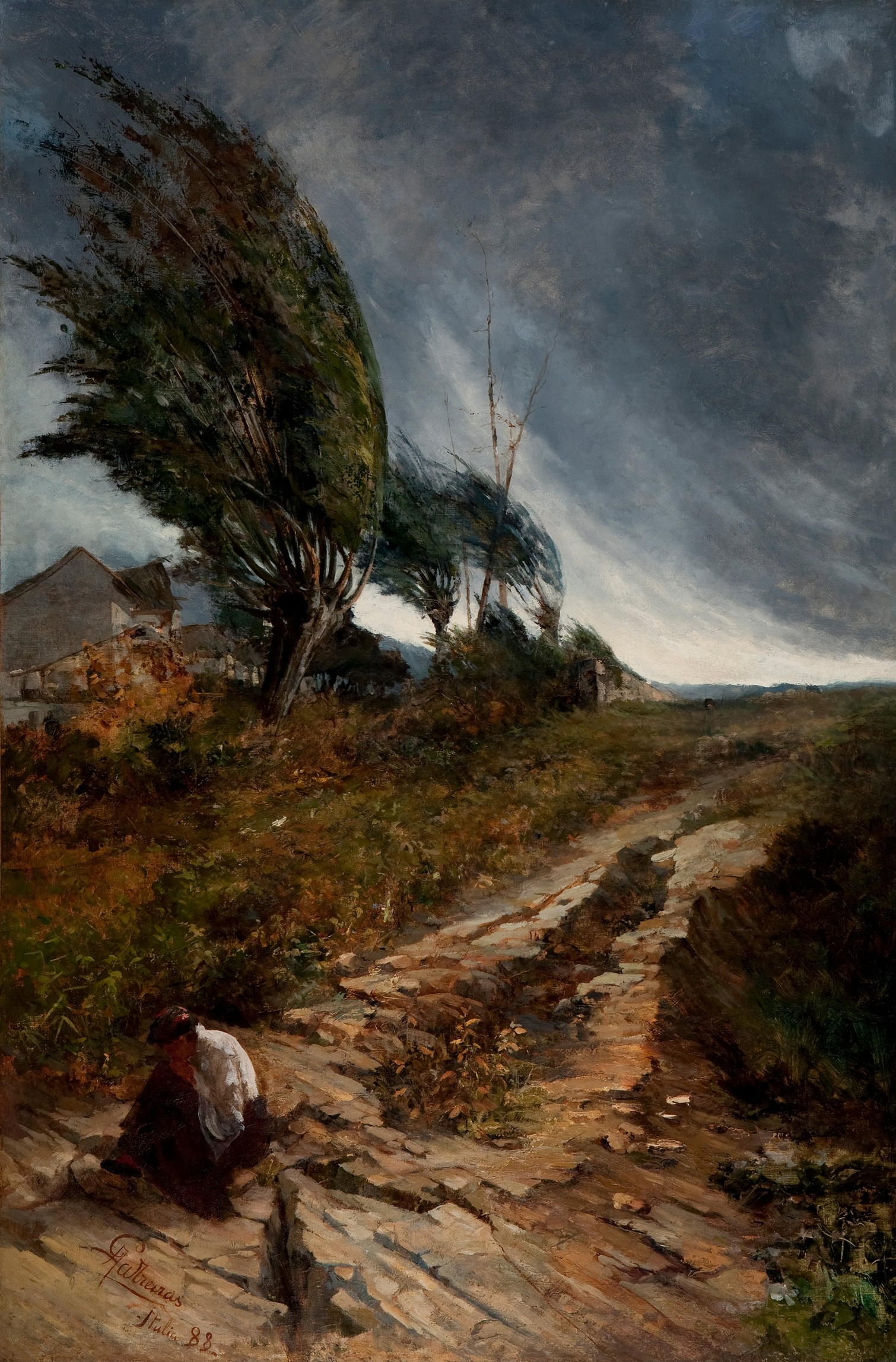
Harde wind
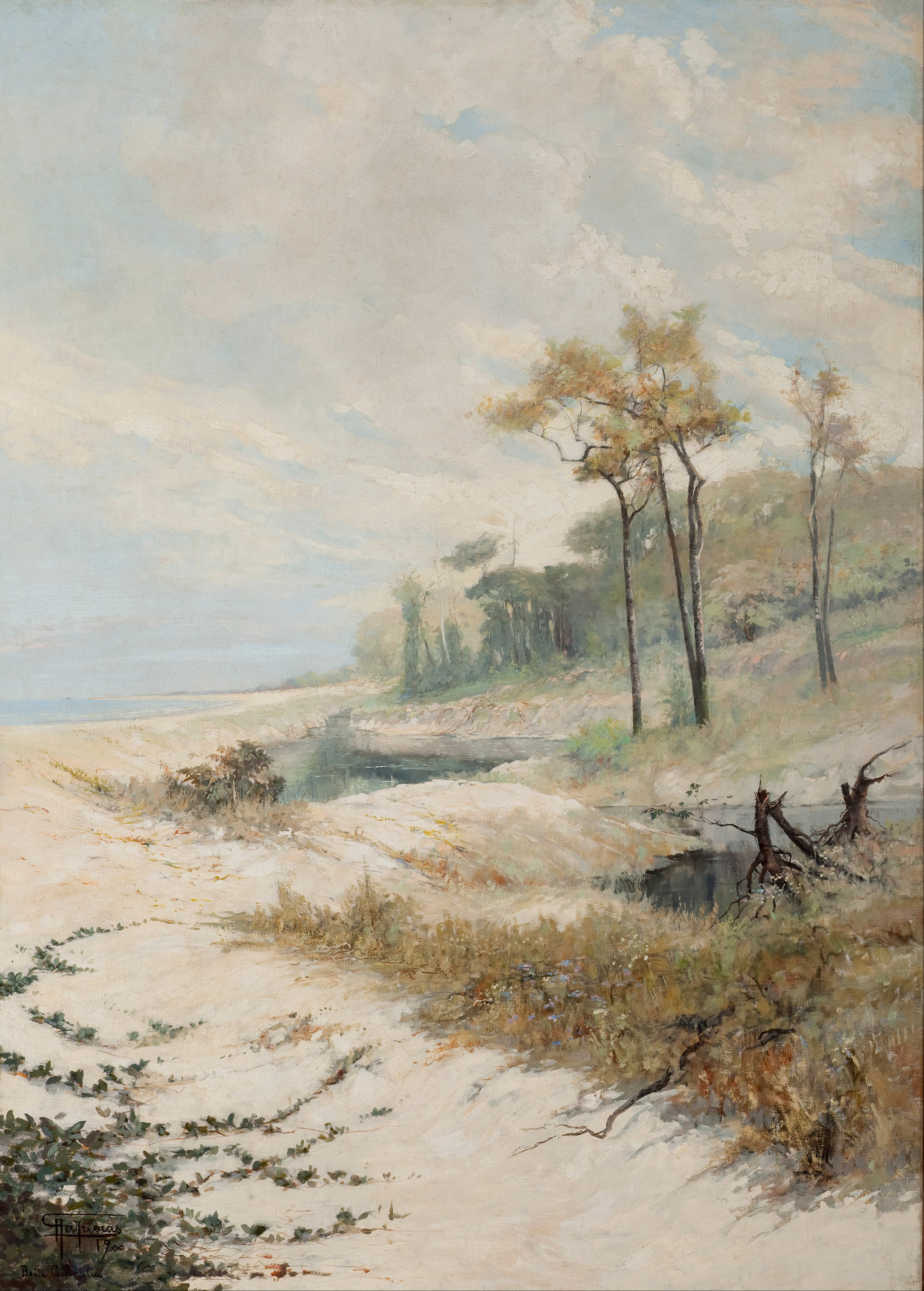
Cabralia baai
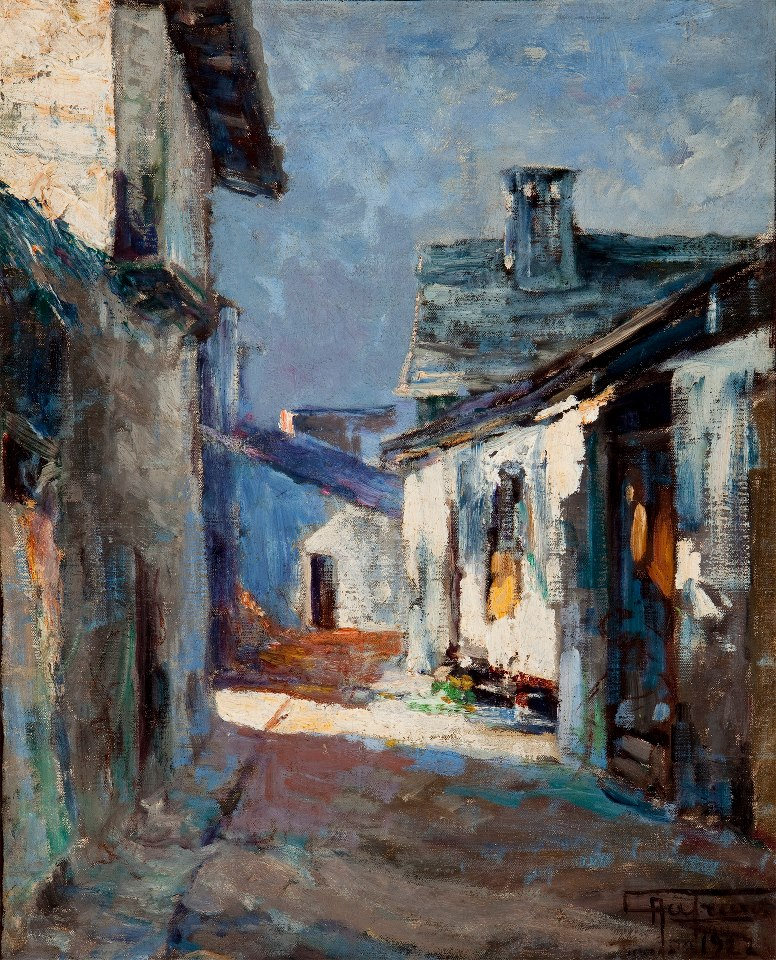
Oude huizen
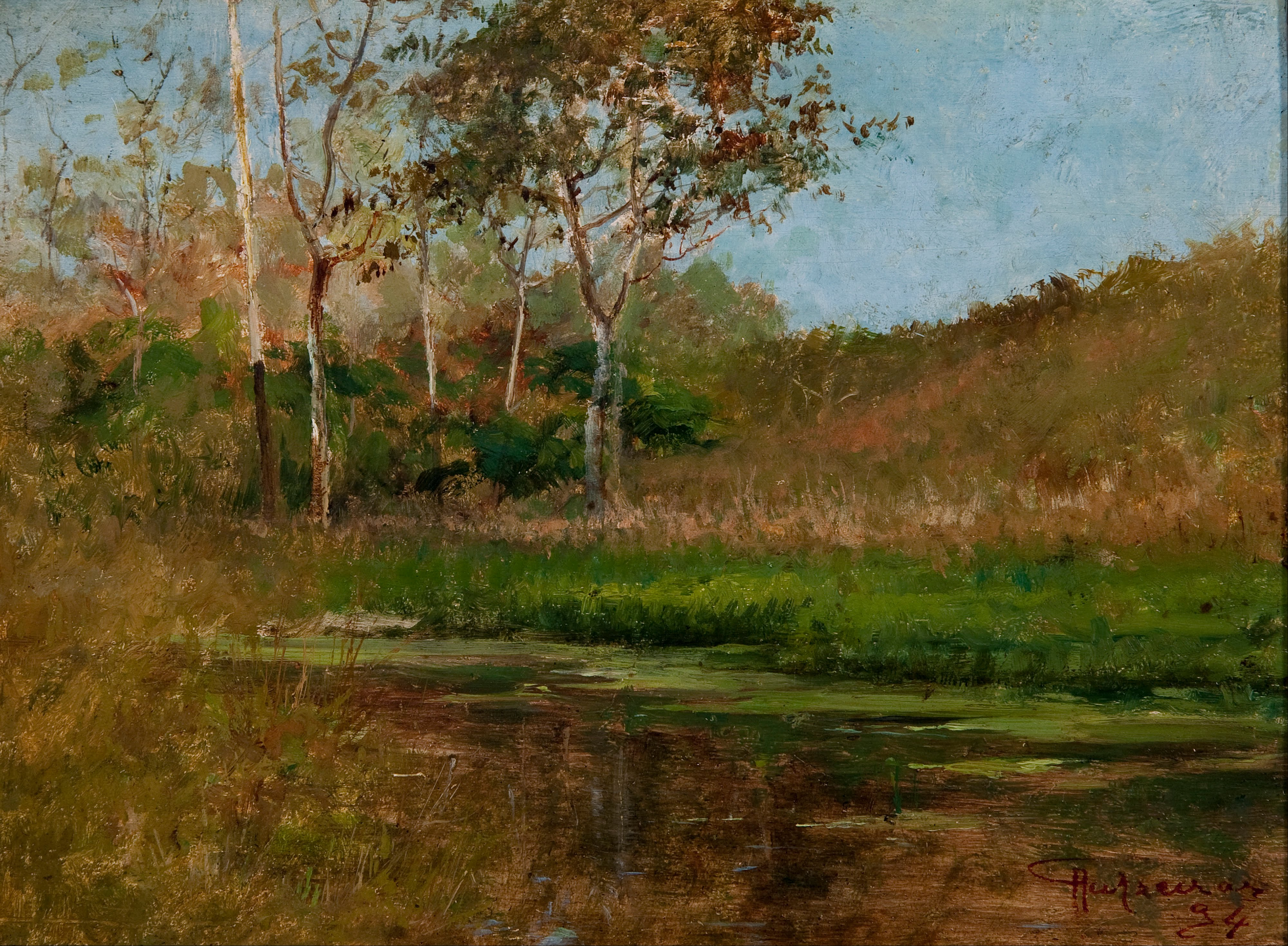
Stil water
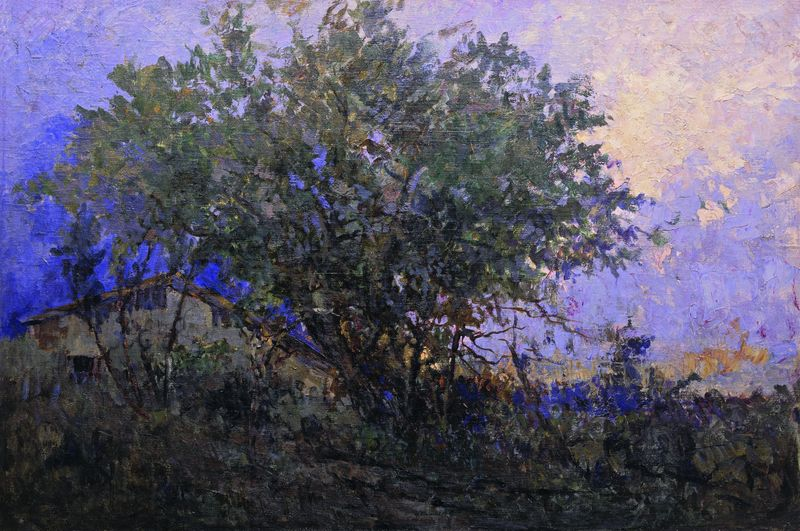
Schemer
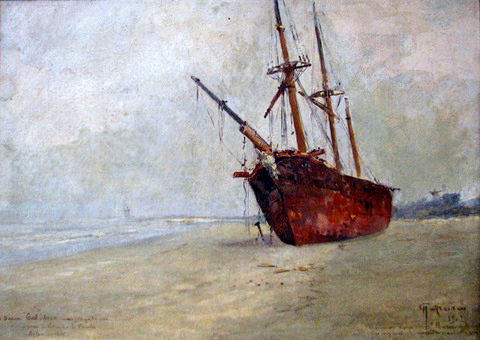
Marinha
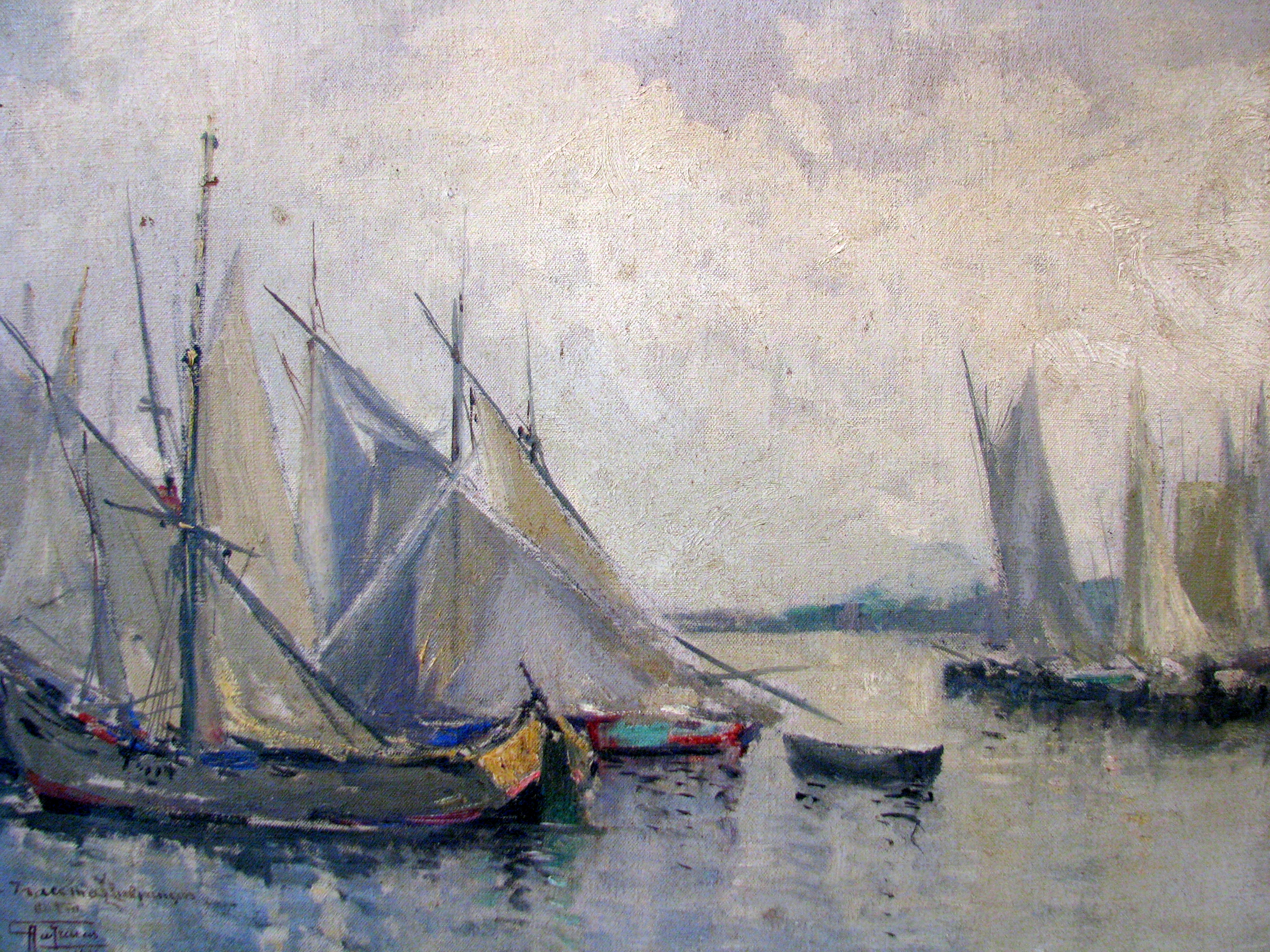
Marinha
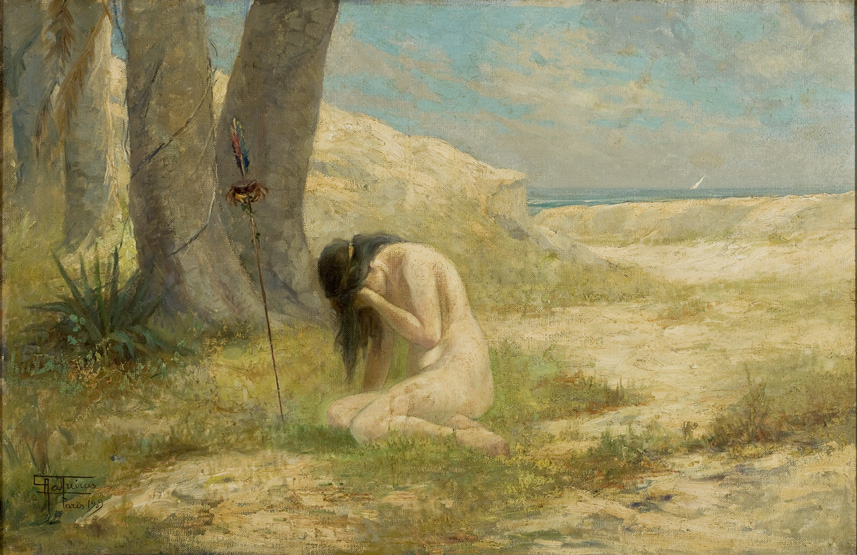
Iracema
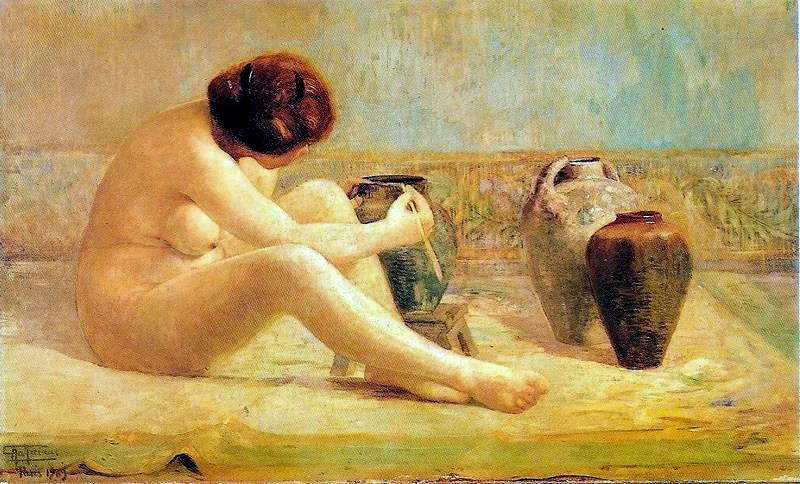
Fantasia
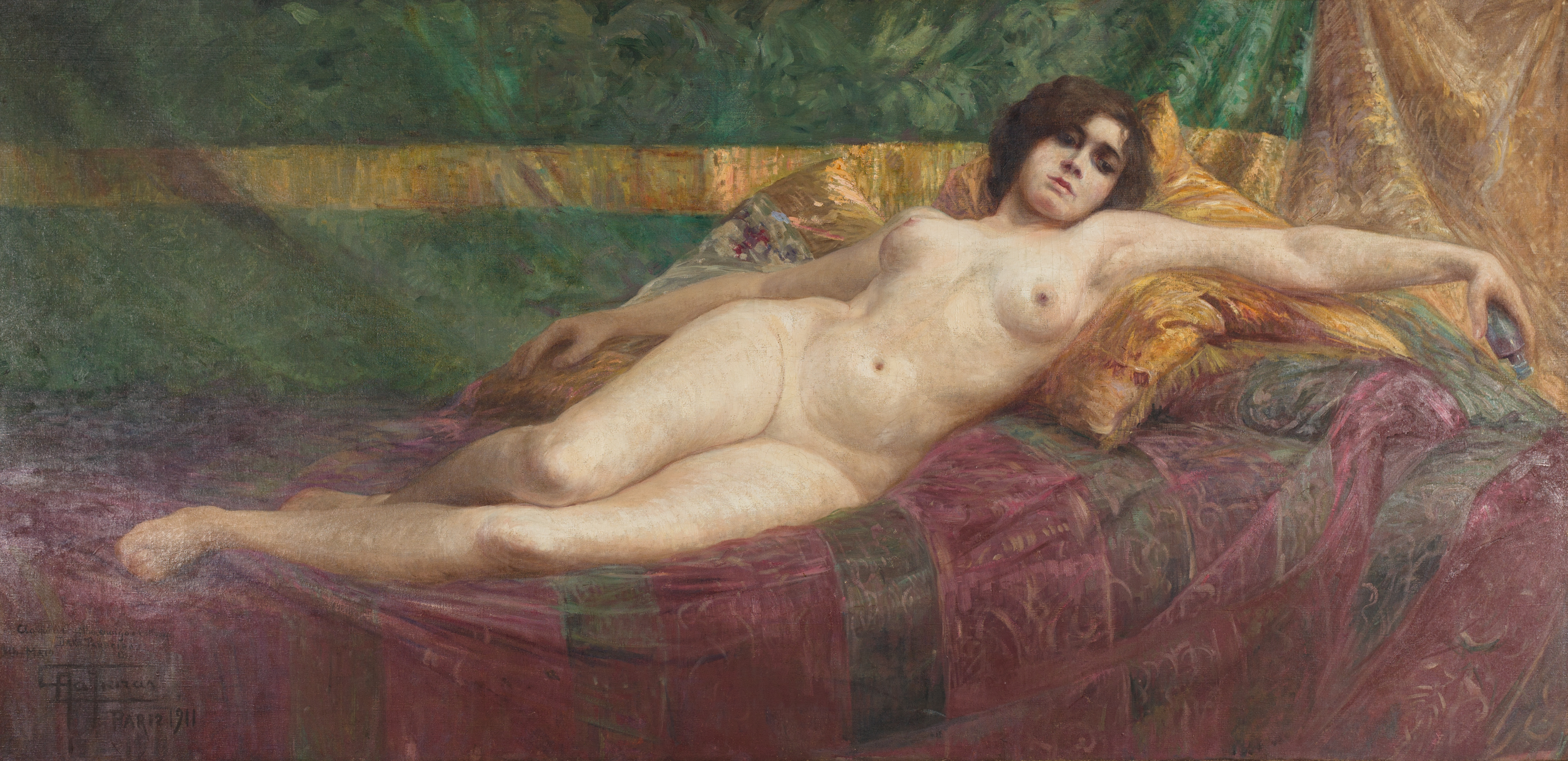
Dolorida